# Przeboje i podboje
Przeboje i podboje (ang. High Fidelity) – amerykański film z 2000 roku będący ekranizacją powieści Nicka Hornby’ego pod tytułem Wierność w stereo (oryginalny tytuł angielski „High Fidelity”).

## Główne role
- John Cusack – Rob Gordon
- Iben Hjejle – Laura
- Todd Louiso – Dick
- Jack Black – Barry
- Lisa Bonet – Marie De Salle
- Catherine Zeta-Jones – Charlie Nicholson
- Joan Cusack – Liz
- Tim Robbins – Ian Ray Raymond
- Chris Rehmann – Vince
- Ben Carr – Justin
- Lili Taylor – Sarah Kendrew
- Joelle Carter – Penny Hardwick
- Natasha Gregson Wagner – Caroline Fortis
- Shannon Stillo – Alison Jr. High
- Drake Bell – Rob Jr. High

## Nagrody i nominacje
Złote Globy 2000
- Najlepszy aktor w komedii/musicalu – John Cusack (nominacja)

Nagrody BAFTA 2000
- Najlepszy scenariusz adaptowany – D.V. DeVincentis, Steve Pink, John Cusack, Scott Rosenberg (nominacja)